# ادوارد کامینز
ادوارد کامینز (انگلیسی: Edward Cummins; ۲۵ ژوئیهٔ ۱۸۸۶ – ۲۱ نوامبر ۱۹۲۶) گلف‌باز اهل ایالات متحده آمریکا بود.
وی در مسابقات کشوری و بین‌المللی در مجموع برندهٔ ۱ مدال طلا شده‌است.